# Ischgl
Ischgl (tyskt uttal: [ˈɪʃɡl̩]
 ( lyssna)) är en ort och kommun  i distriktet Landeck i förbundslandet Tyrolen i Österrike. Kommunen har 1 638 invånare (2024), på en yta av 103,34 km². Det är en skidort i Alperna.

## Geografi och befolkning
Terrängen runt Ischgl har stora kontraster, och själva Ischgl ligger nere i en dal – Paznauner Tal – med alper runtomkring. Knappt två kilometer österut ligger toppen på den högsta alpen i trakten, den 2 704 meter höga Velillspitze. Genom Paznauner Tal löper Sanna, en vänsterbiflod till Inn.

## Ekonomi
Ischgl ligger endast några kilometer från den schweiziska gränsen. Man samarbetar med Samnaun på andra sidan gränsen och fungerar tillsammans med denna som en enda vintersportort genom ett sammankopplat system av skidliftar och linbanor. Ischgl och grannorten Sankt Anton är två av Österrikes större skidorter, och vinterturismen är en viktig inkomstkälla i området.
Våren 2020 skedde ett större utbrott av covid-19, i samband med den pågående coronaviruspandemin. Pandemin utvecklades i Europa under senvintern, då Ischgl normalt får besök av många vinterturister från olika europeiska länder. Enligt en förundersökning som avslutades 2021 smittades mer än sex tusen personer från 45 länder, däribland Sverige, i Ischgl.

## Skidområde
Ischgls skidområde öppnade 1963 och har idag ett av Österrikes modernaste och största skidområde. År 2022–2023 finns det 45 liftar och nästan 240 kilometer pister.

## Indelning
Kommunen består av två orter (Ortschaften) (inom parentes invånarantal 1 januari 2024):
- Ischgl (1 244)
- Mathon (394)

## Bildgalleri

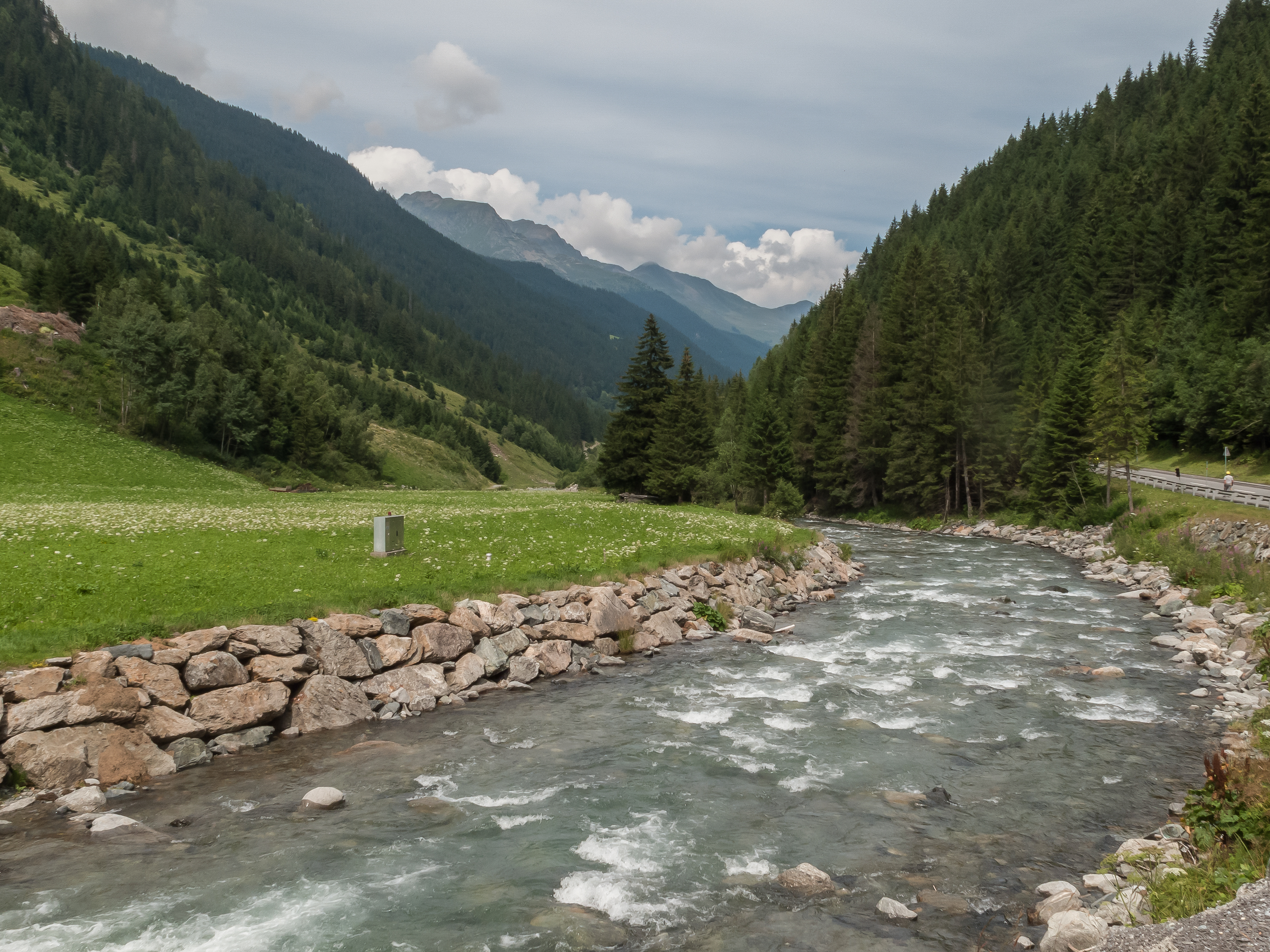
Alpströmmen Sanna flyter genom Paznauner Tal.
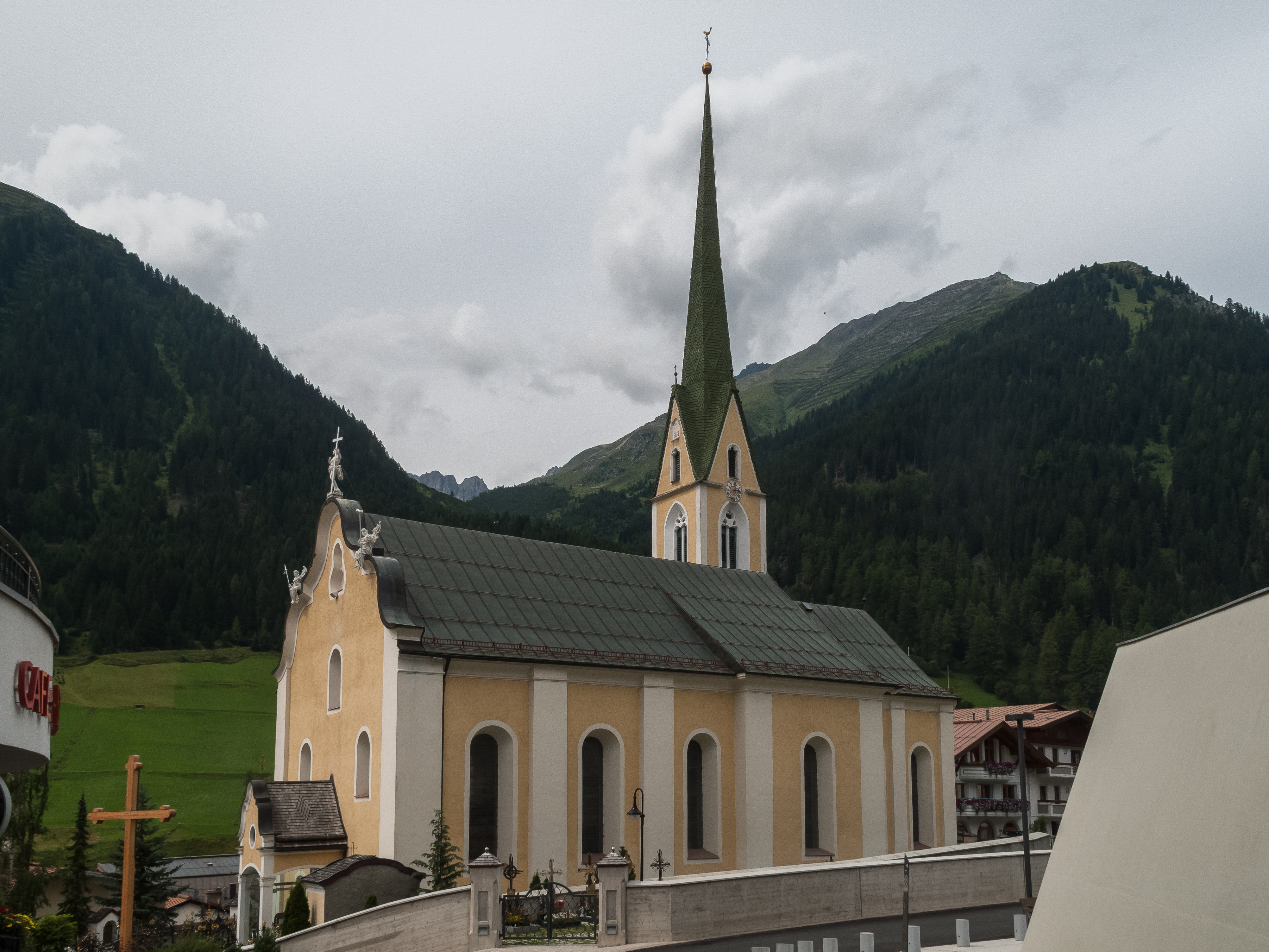
Ortens romersk-katolska kyrka.
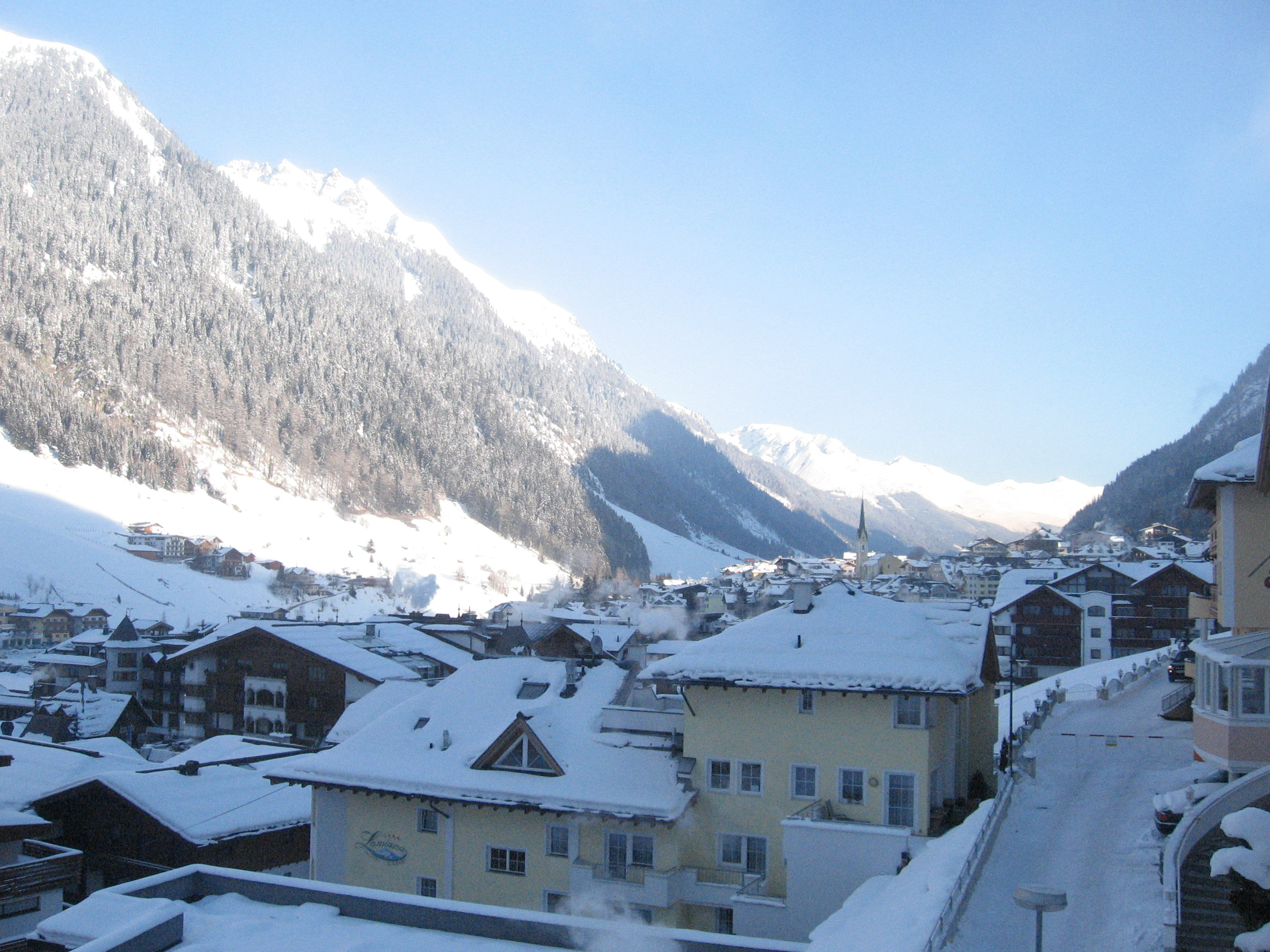
Vintervy över centrala Ischgl.
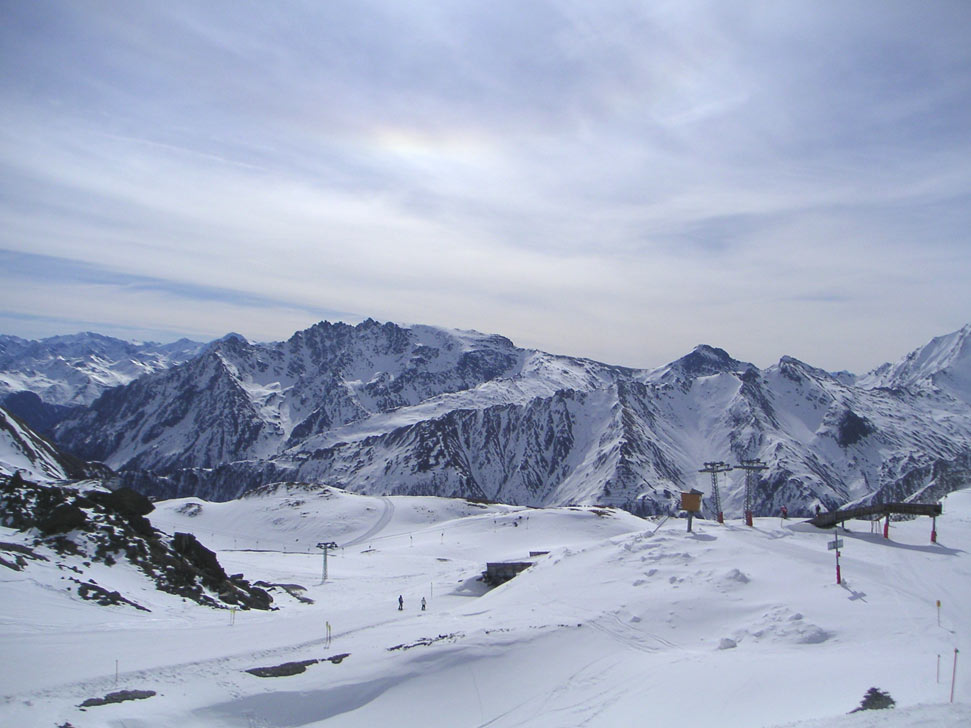
Högfjällsdelen av skidområdet.